# Mattheus Molanus

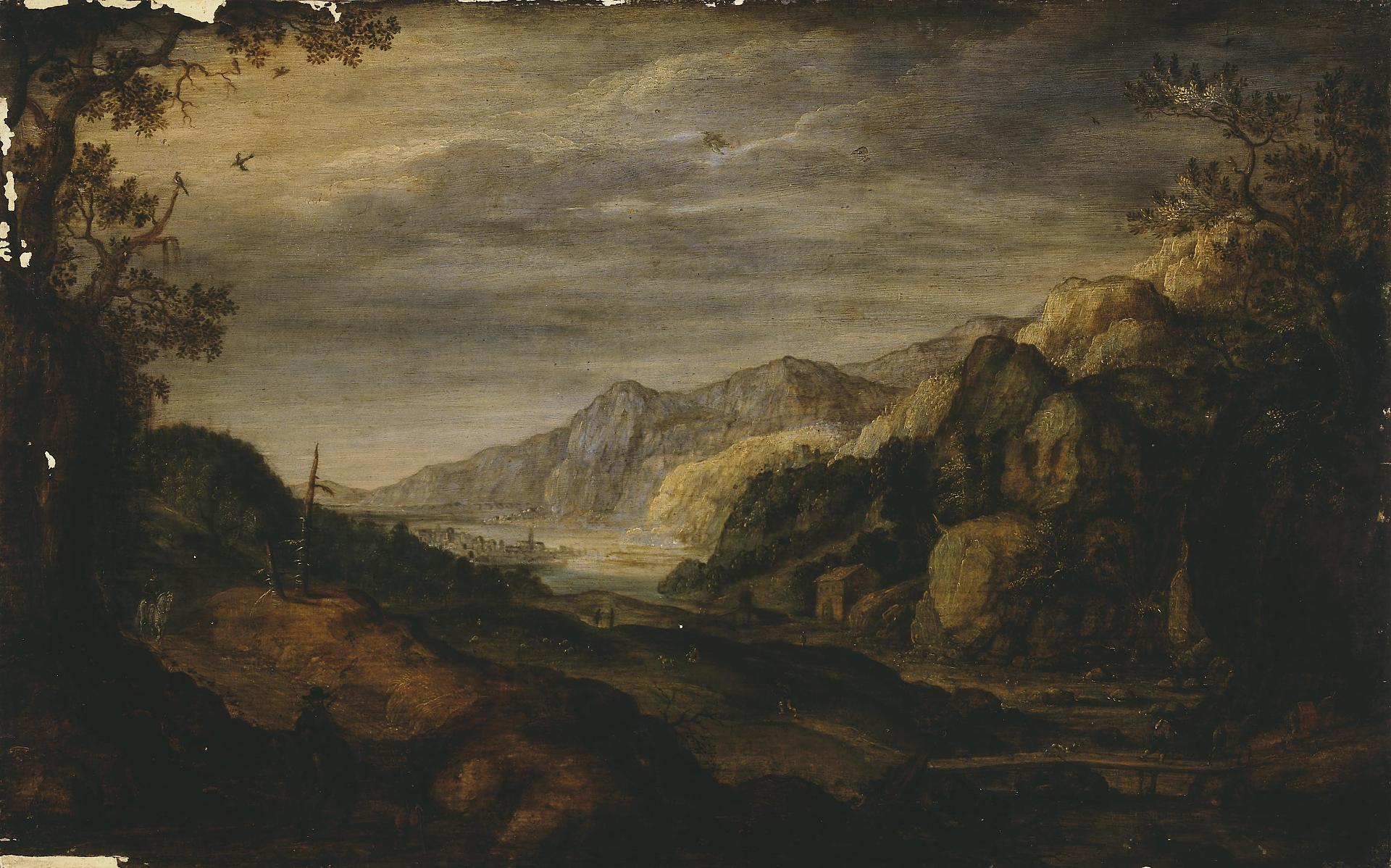
Il paesaggio

Mattheus Adolfszoon Molanus, o Molan (Frankenthal, 1591 circa – Middelburg, 1645), è stato un pittore e disegnatore olandese del secolo d'oro.

## Biografia
Fu attivo in provincia d'Anversa, a Middelburg e a Gent a partire dal 1611: a quest'anno infatti risale la sua prima opera datata. Nel 1625 entrò a fa parte della direzione della Corporazione di San Luca di Middelburg.
Si dedicò principalmente alla pittura paesaggistica, realizzando in particolare paesaggi invernali. Le sue opere presentano reminiscenze di Jan Brueghel il Vecchio e Gillis van Coninxloo.